# Menas (biskup koptyjski)
Menas (ur. 30 września 1952 w Kairze) – duchowny Koptyjskiego Kościoła Ortodoksyjnego, od 2013 biskup Missisaugi.

## Życiorys
Święcenia kapłańskie przyjął 3 stycznia 2003. Sakrę biskupią otrzymał 6 czerwca 2009 jako biskup pomocniczy Patriarchatu. W 2013 został mianowany biskupem Missisaugi w Kanadzie.